# Синхромаркетинг
Синхромаркетинг — вид маркетингу, завданням якого є згладжування коливань в умовах нестійкого попиту (наприклад, товари сезонного споживання, транспорт протягом робочого дня), стабілізація збуту і зведення до мінімуму коливань попиту. Реалізується через використання гнучких цін, засобів просування (особливо інструментів стимулювання збуту) тощо.